# Liste der Monuments historiques in Cléron
Die Liste der Monuments historiques in Cléron führt die Monuments historiques in der französischen Gemeinde Cléron auf.

## Liste der Immobilien
| Bezeichnung       | Beschreibung | Standort                     | Kennzeichnung | Schutzstatus   | Datum | Bild           |
| ----------------- | --- | ---------------------------- | ------------- | -------------- | ----- | -------------- |
| Château de Cléron | Burg, 1384 erstmals erwähnt, 1691 zum Schloss umgebaut, burgenromantische Umgestaltung ab 1840; mit Innenausstattung                                           | Rue du Château (Lage)        | PA00101627    | Inscrit        | 1988  | weitere Bilder |
| Château de Scey   | Burg, erstmals 1083 erwähnt, im 12. Jahrhundert ausgebaut, 1480 zerstört, zwischen 1560 und 1576 erneuert, 1674 erneut zerstört; auch zu Chassagne-Saint-Denis | nordöstlich des Ortes (Lage) | PA00101628    | Classé Inscrit | 1987  | weitere Bilder |

## Liste der Objekte
| Bezeichnung                       | Beschreibung | Standort                       | Kennzeichnung | Schutzstatus | Datum | Bild |
| --------------------------------- | --- | ------------------------------ | ------------- | ------------ | ----- | ---- |
| Skulptur Simeon mit dem Jesuskind | Stein, farbig gefasst, 15. Jahrhundert                                                                                                   | in der Kirche St-Siméon (Lage) | PM25000559    | Classé       | 1939  |      |
| Skulptur Judith                   | Holz, farbig gefasst, 16. Jahrhundert | in der Kirche St-Siméon (Lage) | PM25000560    | Classé       | 1942  |      |
| Marienaltar                       | Seitenaltar; Altartisch, Retabel und drei Gemälde; Holz, farbig gefasst und vergoldet, Ölfarbe auf Leinwand, Anfang des 18. Jahrhunderts | in der Kirche St-Siméon (Lage) | PM25000561    | Classé       | 1966  |      |
| Hauptaltar                        | Altartisch, Tabernakel, Retabel, vier Skulpturen und zwei Konsoltische; Holz, teilweise vergoldet, 18. Jahrhundert                       | in der Kirche St-Siméon (Lage) | PM25001644    | Classé       | 1966  |      |